# Saint-Égrève
Saint-Égrève este o comună în departamentul Isère din sud-estul Franței. În 2009 avea o populație de 15.990 de locuitori.

## Evoluția populației
| An        | 1975   | 1982   | 1990   | 1999   | 2006   | 2009   |
| --------- | ------ | ------ | ------ | ------ | ------ | ------ |
| Populație | 14.246 | 14.363 | 15.891 | 15.517 | 15.375 | 15.990 |